# Mercedes-Benz S-klasse
 Der er for få eller ingen kildehenvisninger i denne artikel, hvilket er et problem. Du kan hjælpe ved at angive troværdige kilder til de påstande, som fremføres i artiklen.

Mercedes-Benz S-klasse er den største sedan Mercedes-Benz markedsfører. Hovedkonkurrenterne er BMW 7-serien og Audi A8.
Topmodellen er S65 AMG, med en acceleration 0-100 på 4,5 sekunder.
Bilen er i den højeste prisklasse og er en salgssucces for Mercedes-Benz koncernen.
Mercedes-Benz har nu introduceret en ny topmodel Mercedes-Benz Maybach som bygger på samme skabelon. Modellen er en hyldest til en af Mercedes-Benz chefdesignere Wilhelm Maybach.
S-klassen blev introduceret i 1972 med modellen Mercedes-Benz W116 i 1972. Næste model i S-klassen var Mercedes-Benz W126.